# Thomas Edward Thorpe
Sir Thomas Edward Thorpe, mais conhecido como Edward Thorpe (Harpurhey, Manchester, 8 de dezembro de 1845 — 23 de fevereiro de 1925), foi um químico britânico.
Nascido em Harpurhey, Manchester Thorpe iniciou e trabalhar como contínuo, e em 1863 trabalhou como assistente de Henry Enfield Roscoe, professor de química no Owen's College. Thorpe obteve o doutorado na Universidade de Heidelberg, e após trabalhar algum tempo para Friedrich August Kekulé von Stradonitz em Bonn, retornou para a Grã-Bretanha, aceitando em 1870 uma cátedra na Universidade de Strathclyde em Glasgow. Foi depois professor no Yorkshire College of Science e na Normal School of Science, South Kensington (depois denominado Royal College of Science).
Thorpe pesquisou diversos assuntos. Contribuiu para o entendimento da relação entre massa molecular e densidade de substâncias, e seu trabalho sobre compostos de fósforo possibilitou melhor entendimento do trióxido de fósforo e a prevenção de doenças causadas por ele. O trabalho de Thorpe sobre a massa atômica de metais foi responsável por sua premiação em 1889 com a Medalha Real. Também participou de quatro expedições para observação de eclipses, e de uma pesquisa sobre magnetismo das Ilhas Britânicas.

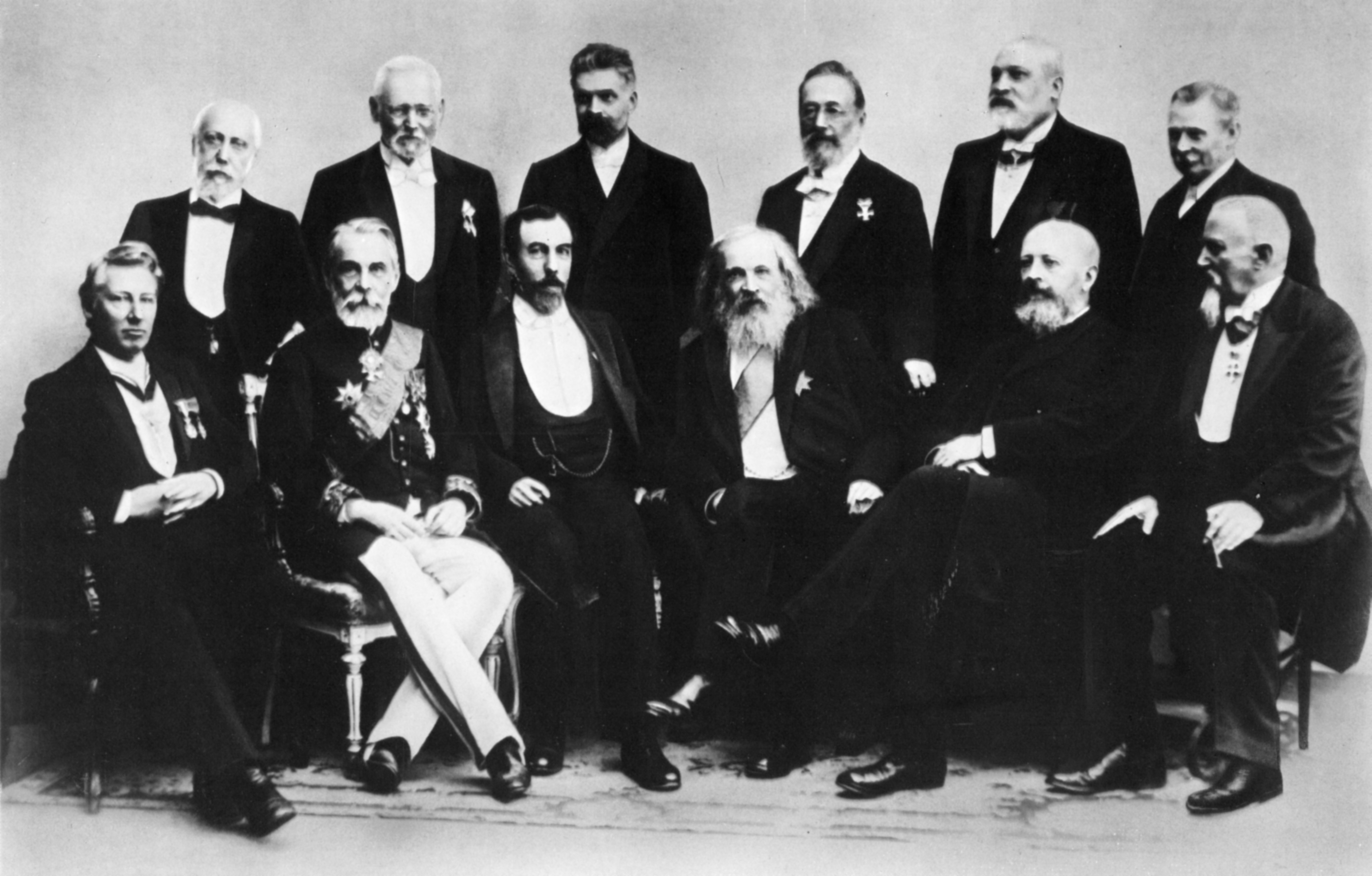
Thomas Thorpe (fila superior, direita) e outros proeminentes químicos

Em 1895 foi presidente da Society of Chemical Industry. Abandonou a universidade em 1894 para assumir um cargo governamental como diretor do Laboratório Somerset House, também conhecido como Government Laboratory, originalmente estabelecido em 1842, para a prevenção de adulterações em produtos de tabaco e então aprimorado em 1875 pela Sale of Food and Drugs Law. Neste posto, de 1894 a 1909, mudou o laboratório governamental em 1897 da Somerset House para um novo prédio de seu próprio projeto. Com sua equipe Thorpe trabalhou com assuntos relacionados à saúde pública, incluindo a detecção de arsênio na cerveja e o descarte de chumbo em olarias. Seu sucessor na direção do Government Laboratories foi James Johnston Dobbie.
Thorpe escreveu diversos livros, incluindo os livros texto Inorganic Chemistry (1873), Dictionary of Applied Chemistry (1890) e History of Chemistry (1909). Fora da química, seus grande interesse foi náutica recreativa, tendo ele escrito dois livros sobre o assunto: A Yachtsman's Guide to the Dutch Waterways (1905) e The Seine from Havre to Paris (1913).
Thorpe morreu de ataque cardíaco em 1925, e foi sepultado em Salcombe, Devon.